# 嶋田うれ葉
嶋田 うれ葉（しまだ うれは、1974年5月11日 - ）は、日本の脚本家、小説家。
東京都新宿区出身。早稲田大学第二文学部卒業。アンドリーム（&REAM）所属。2008年、小説「愛のシアワセ」でデビュー。

## 略歴
東京都新宿区に生まれ、父により「みずみずしさを失わぬ子に」との願いを込めて俳句の一節から「うれ葉」と名付けられた。石川県加賀市の片山津温泉に父方の祖母の家があったことで中学2年時に同市立片山津中学校に転入し、石川県立加賀高等学校へと進学する。同地の自然豊かな環境や人の温かさが気に入り、同地で過ごした日々について「中学や高校で交わした言葉、思い出が大人になってからも脚本を書く原動力」であり「創作の一番根っことなって、今も生きている」と語る。
大学卒業後は出版社で勤めながらも、大学でシナリオ分析の講義を受講したことをきっかけに、父が映画やテレビのカメラマンだったことで家のあちこちにあった台本に興味を抱いた幼少期の記憶が蘇り、脚本を学びたい衝動が湧き起こる。「創作の仕事をしたい」と意を決して31歳で脚本家への道へと進み、「5年で箸にも棒にかからなければ、諦めよう」との覚悟でシナリオ専門学校の「シナリオ・センター」に通ってシナリオを学ぶ。さまざまな仕事を通じて人脈を築いてテレビ局や制作会社へ企画書を送り、5年目には「愛のシアワセ」で2008年の第2回JUNON恋愛小説大賞優秀賞を受賞、2009年12月放送のラジオドラマ『青山二丁目劇場「彼のペット」』（文化放送）で脚本家としてデビューを果たす。
2017年には脚本を手掛けたプレミアムドラマ『全力失踪』（NHK BSプレミアム）が第34回ATP賞テレビグランプリのドラマ部門で優秀作品賞を受賞し自身も第6回市川森一脚本賞候補に、翌2018年には加賀市を舞台に執筆したプレミアムドラマ『ダイアリー』（NHK BSプレミアム）で第7回市川森一脚本賞候補になる。
2020年には降板した林宏司に代わり、清水友佳子およびチーフ演出の吉田照幸との共同により、同年度前期放送の『エール』で「永遠の憧れの存在」と語るNHK連続テレビ小説の脚本を担当する。
私生活では一女の母であり、家事育児と執筆活動を両立する。

## 作品

### テレビドラマ
- Strangers 6 （2012年、WOWOW ・フジテレビ） - 脚本協力
- 木曜ミステリーシアター「VISION 殺しが見える女」（2012年、読売テレビ・日本テレビ） - 脚本協力
- ムッシュ!（2013年、TBS）
- 隠蔽捜査（2014年、TBS）
- ホワイト・ラボ〜警視庁特別科学捜査班〜（2014年、TBS）
- アラサーちゃん 無修正（2014年、テレビ東京）
- 匿名探偵（2014年、テレビ朝日）
- 素敵な選TAXI（2014年、フジテレビ） - プロット協力
- フィッシャーマンズ・ブルース（2014年、テレビ朝日）
- 結婚式の前日に（2015年、TBS）
- 青春探偵ハルヤ（2015年、読売テレビ・日本テレビ）
- スミカスミレ 45歳若返った女（2016年、テレビ朝日） - 共同脚本
- こえ恋（2016年、テレビ東京） -シリーズ構成
- 全力失踪（2017年、NHK BSプレミアム）[注 2][9]
  - 大全力失踪（2019年、NHK　BSプレミアム）
- 僕は愛を証明しようと思う（2017年、テレビ朝日）
- ダイアリー（2018年、NHK BSプレミアム）
- 世にも奇妙な物語  (2019年、フジテレビ)
- ベビーシッター・ギン!（2019年、NHK BSプレミアム）
- リカ（2019年、東海テレビ・フジテレビ）
- エール（2020年、NHK連続テレビ小説） - 共同脚本[注 3]
- 卒業式に、神谷詩子がいない（2022年、日本テレビ）
- 舞いあがれ!（2022年、NHK連続テレビ小説） - 共同脚本
- 三千円の使いかた（2023年、東海テレビ・フジテレビ）
- Tokyo Woman（2023年、フジテレビ）
- 世にも奇妙な物語 '23秋の特別編「走馬灯のセトリは考えておいて」

### 配信ドラマ
- ハング（2014年、BeeTV）

### 映画
- キタキツネ物語－35周年リニューアル版－（2013年）
- クジラの島の忘れもの（2018年）
- 夕陽のあと（2019年）
- 天間荘の三姉妹（2022年）

### オリジナルビデオ
- お姫様の休日（2009年）
- 恋愛模様（2009年）
- やまとなでしこになりたい（2009年）
- 行列のできる恋愛裁判所　恋人トラブル解決編（2009年）
- 行列のできる恋愛裁判所　夫婦トラブル解決編（2009年）
- 行列のできる恋愛裁判所　社内トラブル解決編（2009年）
- 12歳。（2015年、『ちゃお』9月・12月号付録DVD）

### ラジオドラマ
- 青山二丁目劇場「彼のペット」（2009年、文化放送）

### 漫画原作
- オーパス6（漫画：髙橋ツトム、『グランドジャンプ』2025年1号） - 読み切り[13]

## 著作

### 小説
- 愛のシアワセ[注 1]（短編）（2008年）
- VanityAngel（2008年）

### 作詞
- 追憶のLaLaLa／ケイ潤子（2021年、徳間ジャパン）

## 受賞歴
- 第2回JUNON恋愛小説大賞 優秀賞（「愛のシアワセ」）
- 第6回市川森一脚本賞 候補（『全力失踪』）[9]
- 第7回市川森一脚本賞 候補（『ダイアリー』）[10]